# Woman's World
Woman's World is een Amerikaanse dramafilm uit 1954 in cinemascope onder regie van Jean Negulesco. De film werd destijds in Nederland uitgebracht onder de titel Vrouwenwereld en in België als De vrouwen leiden de wereld.

## Verhaal
Gifford Motors is een succesvol bedrijf dat wordt gerund door automobielmagnaat Ernest Gifford vanuit New York. Wanneer de manager komt te overlijden, gaat Gifford op zoek naar een geschikte vervanger en laat drie potentiële kandidaten met hun vrouw overvliegen. Gifford is van mening dat, omdat zij het visitekaartje van het bedrijf is, de vrouw net zo belangrijk is in zijn overweging als de man. 
Jerry Talbot, Sidney Burns, en Bill Baxter azen allemaal op de baan, maar hebben een uiteenlopend huwelijk. Bills vrouw Katie houdt zielsveel van haar man, maar is te puur en eenvoudig om in de elite van New York te verkeren. Sidneys vrouw Elizabeth, daarentegen, is een geboren socialiste, maar bevindt zich in een liefdeloos huwelijk. Gifford is van mening dat het essentieel is dat de perfecte kandidaat een gelukkig huwelijk heeft, en schrijft zodoende Burns af. Gifford ziet in Jerry de perfecte kandidaat, maar zijn vrouw Carol blijkt een feeks te zijn. Pas als zij hem verlaat, biedt hij Jerry de baan aan.

## Rolverdeling
| Acteur           | Personage       |
| ---------------- | --------------- |
| Clifton Webb     | Ernest Gifford  |
| June Allyson     | Katie Baxter    |
| Van Heflin       | Jerry Talbot    |
| Lauren Bacall    | Elizabeth Burns |
| Fred MacMurray   | Sidney Burns    |
| Arlene Dahl      | Carol Talbot    |
| Cornel Wilde     | Bill Baxter     |
| Elliott Reid     | Tony Andrews    |
| Margalo Gillmore | Evelyn Andrews  |

## Productie
Aanvankelijk zou Claude Binyon de regie op zich nemen, maar hij werd vervangen door Jean Negulesco. Eleanor Parker, Glenn Ford, Charlton Heston, Gloria Grahame en Jean Peters werden tussen februari en april 1954 aangesteld in de hoofdrollen, maar zij werden allen vervangen. Peters werd door Arlene Dahl vervangen nadat ze de griep kreeg.
Er werd een cameoverschijning van een bekende filmster geschreven in de film. De actrice zou op straat worden bejaagd door fans voor een handtekening. Gene Tierney werd benaderd voor de cameo, maar zij wees deze af. Marilyn Monroe werd vervolgens benaderd, maar zij had verplichtingen aan een ander project en kon niet toezeggen. De scène werd uiteindelijk geschrapt.

## Ontvangst
De recensent van Het Vrije Volk gaf kritiek op het onnodig gebruik van "de onoverzichtelijke breedte van het Cinemascope-doek", en was gematigd enthousiast over de inhoud: "[De acteurs slagen] erin onder leiding van Jean Negulesco dit van het toneel afkomstige comedietje vlot en aangenaam te doen verlopen."
De recensent van De Tijd schreef een negatieve review en had alleen lof voor de buitenopnamen in New York. Hij bekritiseerde de "schaamteloosheid" van vele Amerikaanse films: "[De Amerikaanse films] vertonen een openhartigheid, waar men soms van gruwt omdat er alle schroom aan ontbreekt. [..] In Vrouwenwereld gebeurt het niet anders."